# Clément Jacquey
Pour les articles homonymes, voir Jacquey.
Clément Jacquey, né le 23 janvier 2000, est un archer français.

## Carrière
Clément Jacquey remporte la médaille d'or individuelle ainsi que la médaille d'or par équipe, avec Thomas Chirault et Jean-Charles Valladont, aux Championnats d'Europe de tir à l'arc en salle 2022 à Laško, en Slovénie,.

## Décoration
- Médaille de la jeunesse, des sports et de l'engagement associatif, bronze (2025)[3].